# Нельсон Лопес
Нельсон Хуан Лопес (ісп. Nelson Juan López, нар. 24 червня 1941, Белль-Вілле) — аргентинський футболіст, що грав на позиції захисника. Відомий за виступами в низці аргентинських клубів, а також у складі національної збірної Аргентини, у складі якої брав участь у чемпіонаті світу 1966 року.

## Клубна кар'єра
Нельсон Лопес розпочав виступи на футбольних полях 1961 року у складі команди «Рівер Плейт», зігравши у її складі 7 матчів. Наступного року він перейшов до іншого аргентинського клубу «Росаріо Сентраль». У 1963 році Нельсон Лопес грав у складі бразильського клубу «Інтернасьйонал».
У 1964 році повернувся на батьківщину, де став гравцем клубу «Банфілд». За команду з Банфілда грав наступні чотири роки своєї ігрової кар'єри, був одним із основних гравців захисту команди. У 1969 році перейшов до клубу «Уракан», в якому грав до кінця 1970 року.
У 1971 році Нельсон Лопес став гравцем команди «Сан Лоренцо» з Мар-дель-Плата, яка грала в місцевій регіональній лізі. У цій команді футболіст виступав до кінця 1972 року, після чого завершив виступи на футбольних полях.

## Виступи за збірну
Нельсон Лопес у 1966 уперше запрошений до національної збірної Аргентини, яка готувалась до чемпіонату світу 1966 року в Англії. Дебютував у національній команді на чемпіонаті світу в чвертьфіналі проти збірної Англії, в якому аргентинська збірна поступилася 0:1, та вибула з подальшої боротьби. Надалі Нельсон Лопес ще протягом двох років грав за національну збірну, але лише в товариських матчах. Усього зіграв у національній команді 7 матчів.